# ResearcherID
ResearcherID je identifikacijski sistem za enolično identifikacijo avtorjev znanstvenikov. Sistem je januarja 2008 predstavil Thomson Reuters.
Ta enolični identifikator ponuja rešitev za težave glede zamenjevanja avtorjev v znanstvenoraziskovalni skupnosti.
Kombinirana uporaba Identifikatorja digitalnega objekta z ResearcherID omogoča enovito povezovanje avtorjev in raziskovalnih člankov. Uporablja se lahko za povezovanje raziskovalcev z registriranimi preskusi ali za identifikacijo kolegov in sodelavcev na istem raziskovalnem področju.
Podaki ResearcherID in Publons so integrirani v spletoma Web of Science in ORCID, kar omogoča izmenjavo podatkov med temi bazami podatkov. Člani lahko nemoteno izmenjujejo podatke med svojima profiloma ResearcherID in ORCID (biografska in bibliografska polja) ter pošiljajo publikacije iz ResearcherID v ORCID in iz ORCID-a v ResearcherID. 
ResearcherID-ju očitajo, da je komercialni in lastniški, vendar so ga pohvalili tudi kot "pobudo, ki obravnava splošni problem napačne identifikacije avtorja".